# الكاذب وحبيبته
كانوجو وا إيسو أو ايشيسوغيتيرو (カノジョは嘘を愛しすぎてる، الكاذب وحبيبته) هي سلسلة مانغا يابانية كتبتها ورسمتها كوتومي أوكي. اعتبارًا من عام 2013 ، لدي السلسلة أكثر من ثلاثة ملايين نسخة متداولة.

## الاقتباسات
- في عام 2013 ، تم إصدار فيلم حركة حي من بطولة تاكيرو ساتو وساكوراكو أوهارا.[2][3]

- في عام 2017 ، تم بث مسلسل تلفزيوني كوري جنوبي من بطولة لي هيون وو وجوي على قناة تي في إن.[4]